# 삼계중학교 (전북)
삼계중학교(三溪中學校)는 대한민국 전북특별자치도 임실군 삼계면 삼계리에 있는 공립 중학교이다.

## 학교 연혁
- 1969년 12월 2일 : 삼계중학교 6학급 설립인가
- 1970년 3월 10일 : 삼계중학교 개교
- 1979년 12월 19일 : 12학급 증설인가
- 2011년 11월 4일 : 혁신학교 지정(2012년도 혁신학교 운영)
- 2024년 2월 10일 : 제52회 졸업(7명 졸업, 총 3,499명 졸업)
- 2024년 3월 1일 : 제19대 이강님 교장 부임
- 2024년 3월 4일 : 신입생 2명 입학

## 참고 자료
- 삼계중학교 - 한국교육학술정보원 학교알리미